# Berg en Terblijt
Pour les articles homonymes, voir Berg.
Berg en Terblijt est une ancienne commune néerlandaise de la province du Limbourg.

## Géographie
La commune était située entre Valkenburg et Maastricht. Elle était composée des localités de Berg, Terblijt, Vilt et Geulhem.

## Histoire
La commune a fusionné le 1er janvier 1982 avec la commune voisine de Valkenburg-Houthem, pour former la commune nouvelle de Fauquemont-sur-Gueule.

## Nom de la commune
Le nom de Berg, la principale localité de la commune, pouvant prêter confusion avec d'autres communes des Pays-Bas également nommées Berg. Pour les différencier, la commune fut nommée Berg en Terblijt. Après la suppression de la commune, le nom est resté. Berg et Terblijt sont plus ou moins considérés comme villages-jumeaux, dont le nom est conjointement mentionné sur les panneaux indicateurs routiers. Le code postal néerlandais les identifie conjointement..